# پلی مورفیسم تک نوکلئوتیدی

مولکول DNA بالایی با مولکول DNA پایین در یک مکان جفت باز (یک پلی مورفیسم G/A) متفاوت است.

در ژنتیک و بیوانفورماتیک، یک پلی مورفیسم تک نوکلئوتیدی  (Single Nucleotide polymorphism)، که به اختصار SNP نامیده می‌شود، به تغییر یک نوکلئوتید در مکانی مشخص در ژنوم اطلاق می‌شود. تغییرات تک‌نوکلئوتیدی اگر نادر باشند، به عنوان یک جهش یا واریانت شناخته می‌شوند. اما اگر فراوانی چنین جهشی به ۱ درصد یا بیشتر در جمعیت برسد، آن را یک SNP می‌نامیم.
SNP ها اغلب تغییرات کوچکی هستند و عمدتا بیماری های شدیدی را ایجاد نمیکنند و بیشتر سبب تنوع ژنتیکی در افراد میشوند. اگرچه در مجموع تفاوت در ریسک بیماری های ژنتیکی مانند آلزایمر، بیماری های قلبی و عروقی و حتی سرطان ها به SNP ها مرتبط است. 
SNPها حاصل تبدیل یک باز نوکلئوتیدی در یک نقطه مشخص به باز دیگر، یا حذف آن هستند و به روش‌های مختلفی نمایش داده می‌شوند. روش استاندارد جهانی برای معرفی SNPها، استفاده از شناسه استاندارد آن‌ها، معروف به rsID، است.
به عنوان مثال دو SNP معروف در ژن APOE با rs429358 و rs7412 هستند که نقش مهمی در افزایش ریسک بروز آلزایمر در افراد دارند. 

## انواع

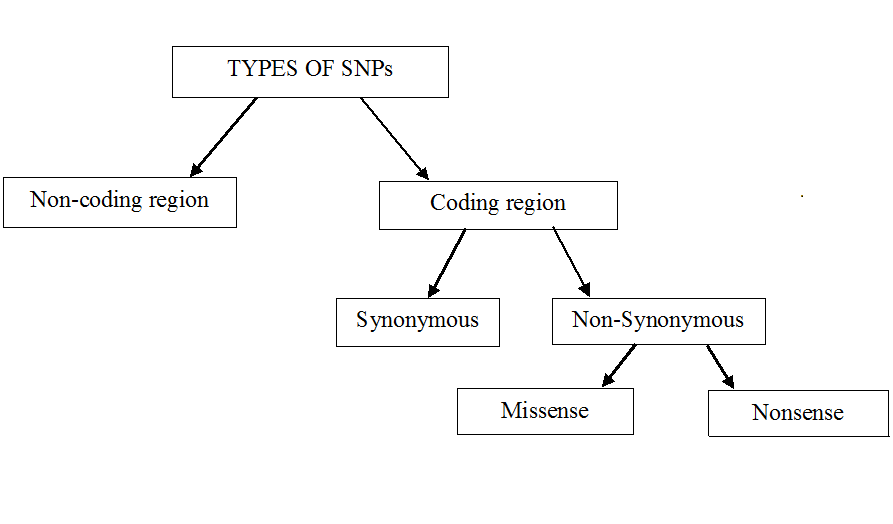
Types of single-nucleotide polymorphism (SNPs)

SNPها یا پلی‌مورفیسم‌های نوکلئوتیدی تک‌گانه می‌توانند در نواحی مختلف ژنوم قرار گیرند و بر اساس موقعیت و تأثیراتشان بر روی پروتئین‌ها و فرآیندهای بیوشیمیایی سلول، به انواع مختلفی تقسیم می‌شوند:

### ۱. SNPها در ناحیه کد‌کننده (Coding Region SNPs):
این نوع از SNPها مستقیماً بر روی دنباله آمینواسیدی پروتئین‌های سنتز شده تأثیر می‌گذارند و به دو دسته تقسیم می‌شوند:

#### الف) هم معنی (Synonymous SNPs):
- تعریف: تغییرات نوکلئوتیدی که منجر به تغییر آمینواسید نمی‌شوند.
- تأثیر: این تغییرات به طور معمول بر دنباله آمینواسیدی پروتئین تأثیر نمی‌گذارند اما می‌توانند بر روی فرآیند ترجمه و تاخوردگی زنجیره پپتیدی تأثیر بگذارند، که ممکن است باعث تغییر در تابع پروتئین شود (مانند مورد موتاسیون در ژن MDR1)[۵].

#### ب) غیر هم معنی (Nonsynonymous SNPs):
- میسنس (Missense): تغییر نوکلئوتیدی که باعث تغییر آمینواسید می‌شود و می‌تواند منجر به بیماری‌های مختلف شود (مانند موتاسیون c.1580G>T در ژن LMNA).
- نانسنس (Nonsense): موتاسیون نقطه‌ای که منجر به ظهور کدون توقف زودرس می‌شود و باعث ساخت پروتئین ناقص و معمولاً غیرفعال می‌شود (مانند موتاسیون G542X در ژن CFTR که باعث بیماری فیبروز کیستیک می‌شود).

### ۲. SNPها در نواحی غیرکدکننده (Non-Coding Region SNPs):
این SNPها در نواحی ژنوم قرار دارند که به طور مستقیم کد کردن پروتئین را انجام نمی‌دهند، اما می‌توانند به طرق زیر بر عملکرد ژن‌ها تأثیر بگذارند:
- تأثیر بر اسپلایسینگ ژن: می‌تواند باعث تغییر در نحوه برش و دوخت RNA پیام‌رسان و در نتیجه تولید ایزوفرم‌های مختلف پروتئین شود.
- تأثیر بر اتصال فاکتورهای رونویسی: می‌تواند نحوه اتصال پروتئین‌های رونویسی به DNA و در نتیجه میزان بیان ژن را تغییر دهد.
- تأثیر بر پایداری mRNA: تغییرات در نواحی غیرکدکننده ممکن است باعث شود mRNA سریع‌تر تجزیه شود یا پایدارتر بماند.
- تغییرات در RNA غیرکدکننده: SNPها می‌توانند بر دنباله‌های RNA غیرکدکننده که توابع تنظیمی دارند تأثیر بگذارند.

این نوع SNPها که بر روی بیان ژن تأثیر می‌گذارند به عنوان eSNP (Expression SNP) یا SNPهای بیانی شناخته می‌شوند و می‌توانند در نواحی پیشرونده یا پس‌رونده نسبت به ژن قرار داشته باشند و میزان بیان ژن را تنظیم کنند.
.

## تعداد و تنوع
بیش از ۶۰۰ میلیون SNP در سراسر ژنوم انسان در جمعیت جهانی شناسایی شده است. یک ژنوم معمولی با ژنوم انسانی مرجع در ۴ تا ۵ میلیون سایت متفاوت است که بیشتر آنها (بیش از ۹۹.۹٪) از SNPها و ایندل‌های کوتاه تشکیل شده‌اند.

### افزودن اطلاعات برای موجودات دیگر:
SNPها در تمامی موجودات زنده، از جمله گیاهان، حیوانات و میکروارگانیسم‌ها، وجود دارند و تعداد آن‌ها بسته به گونه و حجم ژنوم متفاوت است:
- در موش‌ها: تقریباً ۸۰ میلیون SNP در ژنوم موش کشف شده است که این نشان‌دهنده تنوع ژنتیکی بالا در بین گونه‌های مختلف موش است.
- در ماهی زبرا: حدود ۳.۵ میلیون SNP در ژنوم ماهی زبرا شناسایی شده که این تعداد برای مطالعات تکاملی و فیزیولوژیکی مهم است.
- در گیاهان: برای مثال، در گندم که یک ژنوم بزرگ با حدود ۱۷ گیگابیس‌بیس دارد، میلیون‌ها SNP می‌توانند وجود داشته باشند که در اصلاح نژاد و مقاومت به بیماری‌ها کاربرد فراوانی دارند.
- در میکروارگانیسم‌ها: مانند باکتری‌ها، تعداد SNP‌ها می‌تواند در هر ژنوم بین چند صد تا چند هزار متغیر باشد، که این موضوع در مطالعات مقاومت دارویی و پاتوژنز اهمیت زیادی دارد.

## References
1. ↑  "single nucleotide polymorphism / SNP | Learn Science at Scitable". www.nature.com (به انگلیسی). Retrieved 2024-04-12.
2. ↑  ضیایی، سعید. «SNP چیست؟ | نقش مهم SNP ها در دنیای مدرن». بایومایند. دریافت‌شده در ۲۰۲۴-۰۴-۱۲.
3. ↑  Yirgu, Mihret; Kebede, Mulugeta; Feyissa, Tileye; Lakew, Berhane; Woldeyohannes, Aemiro Bezabih; Fikere, Mulusew (2023-02-14). "Single nucleotide polymorphism (SNP) markers for genetic diversity and population structure study in Ethiopian barley (Hordeum vulgare L.) germplasm". BMC Genomic Data. 24 (1): 7. doi:10.1186/s12863-023-01109-6. ISSN 2730-6844. PMC 9930229. PMID 36788500.{{cite journal}}:  نگهداری یادکرد:فرمت پارامتر PMC (link)
4. ↑  Zhen, Jie; Huang, Xiaochen; Van Halm-Lutterodt, Nicholas; Dong, Shengqi; Ma, Weiwei; Xiao, Rong; Yuan, Linhong (2017). "ApoE rs429358 and rs7412 Polymorphism and Gender Differences of Serum Lipid Profile and Cognition in Aging Chinese Population". Frontiers in Aging Neuroscience. 9. doi:10.3389/fnagi.2017.00248/full. ISSN 1663-4365.
5. ↑  Kimchi-Sarfaty, C.; Oh, J. M.; Kim, I.-W.; Sauna, Z. E.; Calcagno, A. M.; Ambudkar, S. V.; Gottesman, M. M. (2007-01-26). "A "Silent" Polymorphism in the MDR1 Gene Changes Substrate Specificity". doi:10.1126/science.1135308. {{cite journal}}: Cite journal requires |journal= (help)